# Christoph Höh
Christoph Höh (* 8. August 1963 in Rheinhausen) ist ein deutscher Politiker (Bündnis 90/Die Grünen). Er ist seit Januar 2025 Mitglied des Landtags von Baden-Württemberg.

## Leben
Höh absolvierte nach dem Abschluss der Hauptschule und Berufsfachschule von 1981 bis 1984 eine Ausbildung zum Betriebsschlosser bei den Stadtwerken Duisburg. Dort arbeitete er weitere drei Jahre als Geselle und erwarb parallel an der Abendschule die Fachhochschulreife. Anschließend studierte er von 1986 bis 1988 Technomathematik an der Gerhard-Mercator-Universität Duisburg. 1988 wechselte er in den integrierten Studiengang Wirtschaftsinformatik. Er schloss das Studium 1996 als Diplom-Kaufmann ab. Von 1991 bis 1997 war er als Dozent an verschiedenen Volkshochschulen und Qualifizierungszentren in Nordrhein-Westfalen tätig. Von 1997 bis 2008 war er bei einem mittelständischen deutsch-japanischen Unternehmen in Mülheim an der Ruhr als Vertriebsleiter und Geschäftsführer tätig. Von 2008 bis 2011 war er Vertriebsleiter eines Unternehmens in Winterlingen. Von 2011 bis 2015 war er 2011 bis 2015 Geschäftsführer eines Unternehmens in Rulfingen. Nebenberuflich bildete er sich von 2011 bis 2014 zum zertifizierten NLP-Trainer weiter. Seit 2012 arbeitet er als Präventionstrainer gegen Spielsucht in der Glücksspielbranche.

## Politik
Höh ist seit 2013 Mitglied von Bündnis 90/Die Grünen. Bei der Landtagswahl in Baden-Württemberg 2021 kandidierte er als Ersatzkandidat von Andrea Bogner-Unden im Landtagswahlkreis Sigmaringen. Er rückte am 1. Januar 2025 für Bogner-Unden nach deren Mandatsverzicht in den Landtag nach. Bei der parteiinternen Nominierung zur Landtagswahl 2026 verfehlte Höh eine erneute Kandidatur.